# Branko Medak
Branko Medak (Metković, 20. ožujka 1989.) hrvatski je glazbenik i umjetnik. Član je glazbenog sastava JEXI.

## Životopis
Uoči njegovog nastupa na Splitskom festivalu 2018. godine, Croatia Records objavila je debitantski album s 12 pjesama poput “Dalmacija uvik fali”, “Repatice”, “Karma južnjačka” duet s Davorom Radolfijem, te “Feral” i “Imat tebe cilu”. Mnoge od tih pjesama su i nagrađivane na festivalima kao sto su Melodije hrvatskog juga, Marko Polo fest itd. Prvi put nastupa na Splitskom festivalu 2017. godine, a već iduće godine s pjesmom “Kad zapiva Dalmacija” osvojio je treću nagradu splitske publike, a njegova suradnja s Davorom Radolfijem i pjesma "Karma južnjačka" proglašena je jednim od najboljih dueta te godine.
Nakon uspješnog i veoma izvođenog albuma Dalmacija uvik fali, Branko svoj drugi album Dokle dišem bit ću tvoj izdaje 2023. u izdanju Croatia Recordsa. Na albumu je Branko ostvario i posebne suradnje, prva s Tedijem Spalatom u pjesmi "Jutro jutra mog", a druga s Draženom Zečićem u pjesmi "Zbogom". Na tom istom albumu nalazi se duet s Dujom Stanišićem i "Pismo moja" koja je pobijedila na Festivalu šibenske šansone 2022. (1. nagrada publike).

## Glazbene nagrade
- 2006. Glas Neretve: 3. nagrada publike i 1. nagrada žirija s pjesmom Vinka Coce "Izliči mi dušu pismom"[6]
- 2007. Glas Neretve: 1. nagrada publike s pjesmom Vinka Coce "Daleko je srce"[7]
- 2015. Melodije hrvatskog juga Opuzen: 2. nagrada publike s pjesmom ”Repatice”[8]
- 2016. Melodije hrvatskog juga Opuzen: Grand Prix u duetu s Nevenom Ereš i pjesmom ”Moja Dalma”[9]
- 2017. Melodije hrvatskog juga Opuzen: 1. nagrada žirija za pjesmu "Imat tebe cilu"[10]
- 2017. Marko Polo fest: Nagrada radijskih postaja za pjesmu "Feral"
- 2018. Splitski festival: 3. nagrada publike za pjesmu "Kad zapiva Dalmacija"[11]
- 2018. Melodije hrvatskog juga Opuzen Grand Prix za pjesmu "Tri gitare" sa Zoranom Bebićem Bebom i Marijanom Zgonc[12]
- 2019. Melodije hrvatskog juga Opuzen 1. nagrada publike za pjesmu "Pisma Vinku"[13]
- 2020. Marko Polo fest Grand Prix za pjesmu "Pisma tvoje pisme"
- 2021. Festival dalmatinske šansone Šibenik 3. nagrada stručnog žirija za pjesmu "Mir u srcu"[14]
- 2022. Festival dalmatinske šansone Šibenik 1. nagrada publike za pjesmu "Pismo moja"[15]
- 2023. Festival dalmatinske šansone Šibenik 2. nagrada publike za pjesmu "Daj mi noćas more ti"[16]

## Diskografija
- Dalmacija uvik fali, debitantski album iz 2018.
- Dokle dišem bit ću tvoj, album iz 2023.

### Ostalo
- "Lijepom našom" kao izvođač (epizoda "Makarska", 2018.)
- "Split pjeva Mišu" kao izvođač (Splitski festival, 2019.)